# Чемпионат Европы по горному бегу 2015
Чемпионат Европы по горному бегу 2015 года прошёл 4 июля в посёлке Порту-Мониш (остров Мадейра, Португалия). Участники соревновались в дисциплине горного бега «вверх». Разыгрывались 8 комплектов наград: по 4 в индивидуальном и командном зачётах. Соревнования проходили среди взрослых спортсменов и юниоров (до 20 лет).
Старт мужского забега находился на побережье Атлантического океана, в районе Сейшал. Трасса шла вверх по островному горному массиву, огибая в середине дистанции вершину Педрейра. Профиль трассы несколько отличался от классического для горного бега: за крутым подъёмом на первой половине шла относительно пологая, почти кроссовая, финишная часть.
На старт вышли 197 бегунов (106 мужчин и 91 женщина) из 23 стран Европы. Каждая страна могла выставить до 4 человек в каждый из 4 забегов, командное первенство подводилось по сумме мест трёх лучших из них.
35-летняя Андреа Майр из Австрии выиграла чемпионат Европы по горному бегу в четвёртый раз в карьере и третий подряд, упрочив свои позиции самой успешной женщины в истории соревнований. Кроме неё никому больше не удавалось выиграть этот турнир больше двух раз. Преимущество Майр над соперницами оказалось подавляющим: Эли Анн Двергсдаль, ставшая второй, уступила чемпионке 2 минуты и 25 секунд, что стало самым большим отрывом победительницы за 21 год проведения чемпионата Европы.
Итальянец Бернард Дематтеис также пытался выиграть турнир в третий раз подряд. На отметке 5,35 км он лидировал вместе с норвежцем Юханом Бугге, но затем стал постепенно отставать. В итоге Бугге завоевал первую золотую медаль для своей страны в мужском забеге чемпионата Европы, опередив на финише на 14 секунд Давида Шнайдера из Швейцарии. Дематтеис завершил бег на седьмом месте, но всё же стал чемпионом — в командном первенстве.

## Расписание
| Дата        | Время | Забег   |
| ----------- | ----- | ------- |
| 4 июля 2015 | 09:00 | Юниорки |
| 4 июля 2015 | 09:30 | Юниоры  |
| 4 июля 2015 | 10:30 | Женщины |
| 4 июля 2015 | 11:30 | Мужчины |

Время местное (UTC+1)

## Призёры
Курсивом выделены участники, чей результат не пошёл в зачёт команды

### Мужчины и юниоры
| Дисциплина                           | Золото                                                                        | Золото   | Серебро                                                                           | Серебро  | Бронза                                                                            | Бронза   |
| ------------------------------------ | ----------------------------------------------------------------------------- | -------- | --------------------------------------------------------------------------------- | -------- | --------------------------------------------------------------------------------- | -------- |
| 11,85 км перепад высот: +1250 м      | Юхан Бугге Норвегия                                                           | 1:02.35  | Давид Шнайдер Швейцария                                                           | 1:02.49  | Алекс Бальдаччини Италия                                                          | 1:02.56  |
| 11,85 км (команды)                   | Италия · Алекс Бальдаччини · Ксавье Шеврье · Бернард Дематтеис · Лука Каньяти | 16 очков | Великобритания · Робби Симпсон · Эндрю Дуглас · Кристофер Смит · Ник Суинбёрн     | 26 очков | Швейцария · Давид Шнайдер · Паскаль Эгли · Даниэль Лустенбергер · Кристиан Матис  | 27 очков |
| Юниоры 8,25 км перепад высот: +850 м | Стиан Эвергор Орвик Норвегия                                                  | 48.17    | Абдулла Ёрулмаз Турция                                                            | 49.03    | Мустафа Гёксель Турция                                                            | 49.08    |
| Юниоры 8,25 км (команды)             | Турция · Абдулла Ёрулмаз · Мустафа Гёксель · Шехмус Сарыхан · Омер Тунджер    | 15 очков | Италия · Давиде Маньини · Франческо Агостини · Альберто Вендер · Марко Касускелли | 19 очков | Великобритания · Максимилиан Николлс · Джейкоб Адкин · Джек Уиллис · Кьеран Льюис | 25 очков |

### Женщины и юниорки
| Дисциплина                           | Золото                                                                              | Золото   | Серебро                                                                            | Серебро | Бронза                                                                    | Бронза   |
| ------------------------------------ | ----------------------------------------------------------------------------------- | -------- | ---------------------------------------------------------------------------------- | ------- | ------------------------------------------------------------------------- | -------- |
| 8,25 км перепад высот: +850 м        | Андреа Майр Австрия                                                                 | 50.40    | Эли Анн Двергсдаль Норвегия                                                        | 53.05   | Эмма Клейтон Великобритания                                               | 53.36    |
| 8,25 км (команды)                    | Великобритания · Эмма Клейтон · Виктория Уилкинсон · Ребекка Робинсон · Энни Бомбер | 18 очков | Австрия · Андреа Майр · Сабине Райнер · Зузанне Майр · Карин Фрайтаг               | 23 очка | Франция · Анаис Сабрье · Кристель Деваль · Аделаид Пантеон · Селин Жаннье | 38 очков |
| Юниорки 4,2 км перепад высот: +400 м | Сара Кистнер Германия                                                               | 21.26    | Михаэла Странская Чехия                                                            | 22.10   | Эльса Ракасан Франция                                                     | 22.14    |
| Юниорки 4,2 км (команды)             | Германия · Сара Кистнер · Анника Зефельд · Нада Бальцарчик · Надя Диц               | 19 очков | Чехия · Михаэла Странская · Тереза Корвасова · Кармен Беширова · Павлина Полачкова | 22 очка | Турция · Яйла Кылыч · Бурджу Субатан · Гюлистан Бекмез · Сюмейе Элиф Туна | 23 очка  |

## Медальный зачёт
Медали завоевали представители 9 стран-участниц.
 Принимающая страна
| Место | Страна         | Золото | Серебро | Бронза | Всего |
| ----- | -------------- | ------ | ------- | ------ | ----- |
| 1     | Норвегия       | 2      | 1       | 0      | 3     |
| 2     | Германия       | 2      | 0       | 0      | 2     |
| 3     | Великобритания | 1      | 1       | 2      | 4     |
| 3     | Турция         | 1      | 1       | 2      | 4     |
| 5     | Италия         | 1      | 1       | 1      | 3     |
| 6     | Австрия        | 1      | 1       | 0      | 2     |
| 7     | Чехия          | 0      | 2       | 0      | 2     |
| 8     | Швейцария      | 0      | 1       | 1      | 2     |
| 9     | Франция        | 0      | 0       | 2      | 2     |
| Всего | Всего          | 8      | 8       | 8      | 24    |